# Osteogeneza
Osteogeneza, osyfikacja, kostnienie – powstawanie kości w rozwoju osobniczym. Może zachodzić na dwa sposoby: kostnienia na podłożu błoniastym lub kostnienia na podłożu chrzęstnym.
Kostnienie na podłożu błoniastym rozpoczyna się w punktach kostnienia, czyli obszarach, w których komórki osteoprogenitorowe (pochodzące z komórek mezenchymy) powstają i proliferują (dzielą się) oraz tworzone są warstwy osteoblastów wokół sieci rozwijających się włosowatych naczyń krwionośnych. Osteoblasty wydzielają osteoid, który ulega uwapnieniu, tworząc obszary kości splotowatej (zwanej pierwotną czy grubowłóknistą), z której powstaje kość dojrzała. W ten sposób powstaje większość kości płaskich.
Kostnienie na podłożu chrzęstnym zachodzi poprzez zastępowanie modelu tkanki chrzęstnej szklistej tkanką kostną (mineralizacja). Osteoblasty różnicujące się w ochrzęstnej (przechodzącej w okostną po zakończeniu kostnienia) tworzą mankiet kostny, który utrudnia dyfuzję tlenu i substancji odżywczych do chrząstki, to powoduje hipertrofię chondrocytów i ich ucisk na otaczającą je macierz międzykomórkową. Ucisk wyzwala początek wapnienia – uwalniana jest osteokalcyna i zasadowa fosfataza. Chondrocyty końcowo umierają pozostawiając po sobie puste miejsce, które zastępowane jest przez komórki osteoprogenitorowe dostające się się w ich miejsce wraz z penetrującymi macierz naczyniami krwionośnymi (kość jest unaczyniona w przeciwieństwie do chrząstki). Powstaje kość splotowata, a miejsce to nazywane jest pierwotnym punktem kostnienia. Później w nasadzie modelu powstają wtórne punkty kostnienia. Końcowo podczas remodelowania kości w okolicy punktów kostnienia powstanie jama szpikowa. W punktach kostnienia można wyróżnić 5 stref: strefa chrząstki spoczynkowej, strefa chrząstki proliferującej, strefa chrząstki hipertroficznej, strefa chrząstki wapniejącej, strefa kostnienia.
Jama szpikowa formuje się przez niszczenie kości przez komórki zwane osteoklastami, zawarte w pęczku łącznotkankowym; z jego elementów powstaje również szpik. U człowieka kostnienie rozpoczyna się w 8. tygodniu rozwoju embrionalnego i trwa do około 20–25 roku życia.